# Ленінський (Каменський міський округ)
Ле́нінський (рос. Ленинский) — селище у складі Каменського міського округу Свердловської області.
Населення — 392 особи (2010, 398 у 2002).
Національний склад станом на 2002 рік: росіяни — 89 %.